# Pentatló modern als Jocs Olímpics d'estiu de 1928
Als Jocs Olímpics de 1928 celebrats a la ciutat d'Amsterdam (Països Baixos) es disputà una prova de pentatló modern en categoria masculina.
Aquest esport combina proves de tir (competició de tir de 10 metres de distància), esgrima (competició d'espasa), natació (200 metres lliures), hípica (concurs de salts d'obstacles) i cros.

## Resum de medalles
| Prova           | Or           | Argent     | Bronze      |
| Pentatló modern | Sven Thofelt | Bo Lindman | Helmut Kahl |

## Nacions participants
Participaren 37 competidors, tots homes, de 14 nacions diferents:
| - Bèlgica (3) - Txecoslovàquia (3) - Dinamarca (2) - Finlàndia (3) - França (3) - Alemanya (3) - Regne Unit (3) | - Hongria (1) - Itàlia (3) - Països Baixos (3) - Polònia (3) - Portugal (1) - Suècia (3) - Estats Units (3) |

## Resultatats
Les proves que es disputaren foren:
- 31 de juliol - Prova de tir - Zeeburg Shooting Grounds, Zeeburg.
- 1 d'agost - Prova de natació - Olympic Sports Park Swim Stadium, Amsterdam.
- 2 d'agost - Prova d'esgrima - Schermzaal, Amsterdam.
- 3 d'agost - Prova de cros - Sports Park, Hilversum
- 4 d'agost - Prova d'equitació - Riding School, Amersfoort

En cada prova els esportistes rebien els punts corresponents a la plaça ocupada (1 punt pel primer, 2 punts pel segon...). L'atleta que finalitzava les 5 proves amb menys punts era el vencedor.
| Posició | Atleta                     | Nació          | Tir | Natació | Esgrima | Atletisme | Hípica | Total |
| ------- | -------------------------- | -------------- | --- | ------- | ------- | --------- | ------ | ----- |
| 1       | Sven Thofelt               | Suècia         | 6   | 2       | 4       | 21        | 14     | 47    |
| 2       | Bo Lindman                 | Suècia         | 15  | 5       | 22      | 3         | 5      | 50    |
| 3       | Helmut Kahl                | Alemanya       | 10  | 9       | 2       | 19        | 12     | 52    |
| 4       | Ingvar Berg                | Suècia         | 3   | 11      | 36      | 7         | 1      | 58    |
| 5       | Heinz Hax                  | Alemanya       | 1   | 15      | 21      | 20        | 2      | 59    |
| 6       | David Turquand-Young       | Regne Unit     | 24  | 7       | 15      | 9         | 10     | 65    |
| 7T      | Christiaan Tonnet          | Països Baixos  | 8   | 24      | 27      | 4         | 6      | 69    |
| 7T      | Hermann Hölter             | Alemanya       | 16  | 8       | 11      | 13        | 21     | 69    |
| 9       | Willem van Rhijn           | Països Baixos  | 11  | 10      | 5       | 17        | 28     | 71    |
| 10      | Helge Jensen               | Dinamarca      | 4   | 20      | 1       | 29        | 19     | 73    |
| 11      | Eugenio Pagnini            | Itàlia         | 9   | 1       | 29      | 6         | 29     | 74    |
| 12      | Zenon Małłysko             | Polònia        | 18  | 19      | 9       | 18        | 13     | 77    |
| 13      | Lauri Kettunen             | Finlàndia      | 20  | 22      | 18      | 10        | 11     | 81    |
| 14      | Otto Olsen                 | Dinamarca      | 2   | 37      | 6       | 11        | 26     | 82    |
| 15T     | Aubrey Newman              | Estats Units   | 30  | 4       | 10      | 8         | 31     | 83    |
| 15T     | Henrik Avellan             | Finlàndia      | 31  | 17      | 16      | 15        | 4      | 83    |
| 15T     | Luigi Petrillo             | Itàlia         | 13  | 6       | 33      | 16        | 15     | 83    |
| 18      | Carlo Simonetti            | Itàlia         | 19  | 16      | 14      | 32        | 3      | 84    |
| 19      | Richard Mayo               | Estats Units   | 12  | 23      | 3       | 11        | 37     | 86    |
| 20      | Peter Hains                | Estats Units   | 7   | 26      | 25      | 22        | 7      | 87    |
| 21T     | Tauno Lampola              | Finlàndia      | 35  | 3       | 31      | 2         | 18     | 89    |
| 21T     | Alfred Goodwin             | Regne Unit     | 5   | 32      | 23      | 14        | 25     | 99    |
| 23      | Tivadar Filótás            | Hongria        | 22  | 28      | 8       | 33        | 16     | 107   |
| 24T     | Tjeerd Pasma               | Països Baixos  | 32  | 13      | 34      | 5         | 24     | 108   |
| 24T     | Lance East                 | Regne Unit     | 17  | 29      | 24      | 30        | 8      | 108   |
| 26      | Stefan Szelestowski        | Polònia        | 26  | 12      | 35      | 1         | 36     | 110   |
| 27      | Édouard Écuyer de le Court | Bèlgica        | 27  | 14      | 12      | 25        | 33     | 111   |
| 28      | Charles-Jean LeVavasseur   | França         | 14  | 21      | 17      | 26        | 35     | 113   |
| 29      | Pierre Coche               | França         | 23  | 33      | 7       | 35        | 21     | 119   |
| 30      | Rudolf Růžička             | Txecoslovàquia | 21  | 25      | 19      | 28        | 34     | 127   |
| 31      | Sebastião Herédia          | Portugal       | 36  | 18      | 20      | 27        | 32     | 133   |
| 32      | Charles Vannerom           | Bèlgica        | 25  | 27      | 26      | 34        | 23     | 135   |
| 33      | André Crémon               | França         | 33  | 35      | 32      | 24        | 17     | 141   |
| 34      | Franciszek Koprowski       | Polònia        | 28  | 34      | 30      | 23        | 27     | 142   |
| 35T     | Josef Schejbal             | Txecoslovàquia | 34  | 36      | 13      | 31        | 30     | 144   |
| 35T     | Charles Cumont             | Bèlgica        | 29  | 31      | 28      | 36        | 20     | 144   |
| 37      | Kamil Gampe                | Txecoslovàquia | 37  | 30      | 37      | 37        | 9      | 150   |

## Medaller
| Posició | País     | Or | Argent | Bronze | Total |
| 1       | Suècia   | 1  | 1      | 0      | 2     |
| 2       | Alemanya | 0  | 0      | 1      | 1     |